# Coalición Arcoíris
La Coalición Arcoíris (en inglés: Rainbow Coalition) fue una coordinación de movimientos sociales antirracistas y antiamericanos estadounidenses iniciada en Chicago en abril de 1969 por Fred Hampton del Partido Pantera Negra (Black Panthers Party, organización separatista negra), William «Preacherman» Fesperman de la Organización de Jóvenes Patriotas (Young Patriot Organization o YPO, organización separatista blanca) y José Cha Cha Jiménez, fundador de la Liga de Jóvenes Caballeros (Young Lords League, organización separatista puertorriqueña).
La coalición pronto incorporó varios grupos de izquierda tales como la Coalición de Personas Pobres de Lincoln Park (Lincoln Park Poor People's Coalition), y posteriormente a nivel nacional a los Estudiantes por una Sociedad Democrática (Students for a Democratic Society), el Movimiento Indio Americano, los Boinas Cafés y el Partido de la Guardia Roja. En abril de 1969, Hampton convocó varias conferencias de prensa para anunciar la formación de esta Coalición Arcoíris. La coalición participó en acciones conjuntas para protestar, entre otras cosas, contra la pobreza, la brutalidad policial y la deficiente calidad de la vivienda. Los grupos integrantes se apoyaron entre sí en las manifestaciones, protestas y huelgas en las que luchaban por una causa común.
El abogado y escritor Jeffrey Haas ha elogiado algunas de las políticas de Hampton y su empeño en unificar movimientos sociales como un ejemplo a seguir. Sin embargo, también ha mostrado una posición crítica hacia la forma jerárquica y vertical en que se habían organizado las Panteras Negras, prefiriendo en su lugar la organización horizontal del movimiento Black Lives Matter.
Fue la primera de una serie de organizaciones lideradas por la comunidad negra que empleó el concepto de «coalición arcoíris», entre las que destacó la coalición Rainbow/PUSH del reverendo Jesse Jackson, de carácter más moderado. Algunos estudiosos, como Peniel Joseph, sostienen que el concepto original de coalición arcoíris fue un prerrequisito para la coalición multicultural sobre la que Barack Obama construyó su trayectoria política.